# 미스 유니버스 2020
제69회 미스 유니버스 2020 대회는 2021년 5월 16일에 미국 플로리다주 세미롤레 락 하드 앤 카지노에서 개최되었다. 2020년에 일어난 코로나19 범유행의 여파로 인하여 1년 미루어져 2016 미스유니버스 대회를 다음년도 2017년 상반기에 개최된 이후 처음이다. 미스 유니버스 2019 우승자 조지비니 툰지가 미스 유니버스 2020 우승자 안드레아 메사에게 왕관을 물려주었다.

## 미스유니버스 2020
본 대회가 2020년에 개최될 예정이었지만 코로나19 범유행의 여파로 인하여 연기되어 1년 뒤인 2021년 5월에 개최되었다. 2014년 미스 유니버스 대회가 2015년 1월에, 2016년 미스 유니버스 대회가 2017년 1월에 개최된 이후 3번째로 이듬 해에 열리는 대회이다.

## 사회자 교체
2015년 미스 유니버스 대회 대회에서 단독 사회자를 맡았던 스티브 하비는 2019년 미스 유니버스 대회를 마지막으로 하차했다. 이에 따라 2020년 미스 유니버스 대회 사회자는 2명으로 늘어났다. 마리오 로페스가 2007년 미스 유니버스 대회 이후 14년 만에 사회자로 출연하게 된다.

## Top 21 순위 변경
이전에 열린 미스 유니버스 대회에서는 Top 5, Top 10이 순위 결정 방식이었지만 2018~2019년 대회에서 Top 20까지 선발되었는데 이번 대회부터 Top 21이 추가되었다. 기존처럼 4위, 5위가 추가되어 공정한 대회를 진행하도록 변경되었다.

## 최종 결과

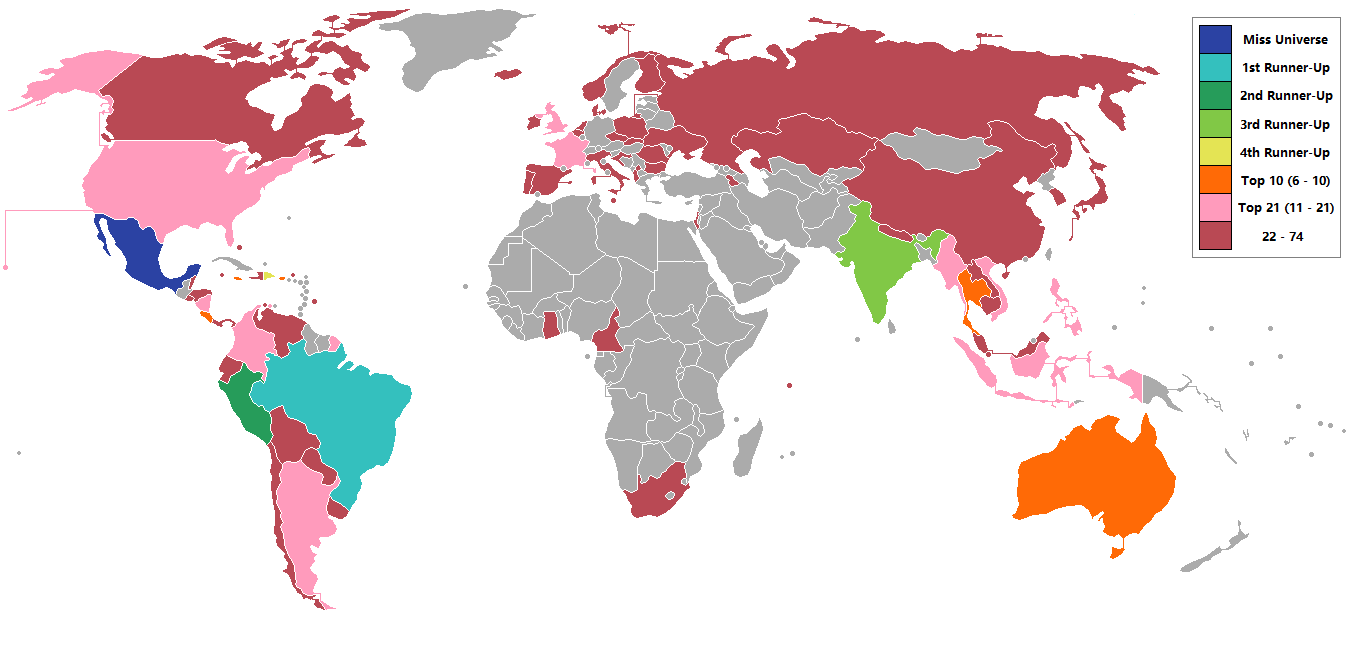
Miss Universe 2020 participating countries and territories.

| 득점결과           | 참가자 |
| ------------------ | --- |
| 미스 유니버스 2020 | - 멕시코 – 안드레아 메사 |
| 2위                | - 브라질 – 줄리아 가마 |
| 3위                | - 페루 – 자닉 마세타 |
| 4위                | - 인도 – 아드린 카스텔리노 |
| 5위                | - 도미니카 공화국 – 킴벌리 지메즈 |
| Top 10             | - 오스트레일리아 – 마리아 테티 - 코스타리카 - 이본 세르다스 - 자메이카 –미카엘 사이몬 윌리엄스 - 푸에르토리코 – 에스테파니아 소토 - 태국 – 아만다 오브담 |
| Top 21             | - 아르헨티나 – 알리나 루즈 아셀라드 - 콜롬비아 - 로라 올라스우가 - 퀴라소 – 샨타 이트즈 - 프랑스 – 아만디인 펫잇 - 영국 – 저넷 아쿠아 - 인도네시아 – 아유 마울리다 - 미얀마 – 투자 윈 릿 - 니카라과 – 아나 마셀로 - 필리핀 – 라비야 마테오 - 미국 – 아샤 브렌치 - 베트남 – 능우옌 트란 칸 반 *온라인 투표 |

## 특별상
- 전통의상상